# Molophilus (Molophilus) vernalis
Molophilus (Molophilus) vernalis is een tweevleugelige uit de familie steltmuggen (Limoniidae). De soort komt voor in het Palearctisch gebied.